# James Suzman
James Suzman es antropólogo y autor de Afluencia sin abundancia: El mundo que desaparece de los bosquimanos, publicado por Bloomsbury en 2017. Es sobrino de Janet Suzman y sobrino nieto de Helen Suzman. Tiene su sede en Cambridge, Reino Unido.

## Primeros años y educación
Suzman nació en Johannesburgo, Sudáfrica, y se educó en Michaelhouse. Se graduó con un MA (Hons) en antropología social en la Universidad de St Andrews en 1993. Obtuvo un doctorado en antropología social en la Universidad de Edimburgo en 1996.

## Carrera profesional
Suzman fue el primer antropólogo social que trabajó en Omaheke, en el este de Namibia, entre los ju/'hoansi del sur, donde expuso la marginación brutal del pueblo san que había perdido sus tierras a manos de ganaderos blancos y pastores herero .
En 1998, Suzman fue designado para dirigir el estudio histórico "La evaluación regional del estado de los san en el sur de África", basado en una resolución ACP/UE.
Posteriormente, Suzman dirigió una evaluación de Minority Rights Group International para evaluar cómo les había ido a las minorías étnicas de Namibia en los primeros diez años de la independencia de Namibia. El informe posterior se publicó en 2002. Surgido durante un período de agitación política en Namibia, dio lugar a llamamientos para una mejor protección de las minorías étnicas en Namibia. El Gobierno de Namibia rechazó las conclusiones del informe y el presidente, Sam Nujoma, acusó a Suzman de amplificar las "tensiones étnicas".
En 2001, Suzman recibió la Beca Smuts Commonwealth en estudios africanos en la Universidad de Cambridge.
Más tarde, Suzman estableció un programa para crear oportunidades para que Hai//om San se beneficiara de los ingresos del turismo en el Parque Nacional Etosha. También estuvo involucrado en la disputa que surgió como resultado de la reubicación ilegal de Gwi y Gana San de la Reserva de Caza del Kalahari Central de Botsuana. Fue muy crítico con las acciones del gobierno de Botsuana y, más tarde, con la campaña de Survival International, que, según afirmó, socavó las negociaciones en curso entre el gobierno de Botsuana y una coalición de organizaciones que apoyan a los San desalojados. Survival International, a su vez, criticó a Suzman y a los miembros del equipo negociador encabezado por Ditshwanelo, el Centro de Derechos Humanos de Botsuana, de complicidad con el Gobierno de Botsuana.
En 2007, Suzman se incorporó a De Beers, donde, como jefe global de asuntos públicos, desarrolló las funciones de sostenibilidad galardonadas de la empresa. Renunció en 2013.
En 2013, Suzman y Jimmy Wales se asociaron con Lily Cole para lanzar Impossible.com en Cambridge Union.  En el mismo año fue invitado a pronunciar la segunda Conferencia Protimos en la Cámara del Parlamento del Inner Temple de Londres.

## Publicaciones
Suzman ha publicado numerosos artículos sobre San y otros temas en publicaciones académicas, revistas y periódicos, incluido The New York Times. En 2017 publicó Affluence Without Abundance: The Disappearing World of the Bushmen.
Work: A History of How We Spend Our Time, se publicó en septiembre de 2020.